# Parafia Świętych Apostołów Piotra i Pawła w Nowym Dworze Mazowieckim
Parafia Świętych Apostołów Piotra i Pawła w Nowym Dworze Mazowieckim – parafia rzymskokatolicka należąca do dekanatu nowodworskiego, diecezji warszawsko-praskiej, metropolii warszawskiej Kościoła katolickiego. 
Kościół parafialny mieści się przy ulicy Wyszyńskiego, na Osiedlu Młodych. 

## Historia
Erygowana w 1988 z parafii św. Michała Archanioła w Nowym Dworze Mazowieckim. Do 2008 roku msze odbywały się w kaplicy wybudowanej na początku lat 90. XX wieku. W 2006 roku proboszczem został ks. Krzysztof Czyżyk, który dokończył budowę kościoła. Nowy kościół parafialny został poświęcony i oddany do użytku w 2008 roku. W 2021 roku proboszcz ks. Krzysztof Czyżyk przeszedł na emeryturę. Nowym proboszczem parafii został ks. Dariusz Bala. 

## Zasięg parafii
Do parafii należą wierni z następujących miejscowości: Boża Wola, Nowy Dwór Mazowiecki (częściowo), Suchocin, Wólka Górska.